# 腰井泡
腰井泡是一个位于中国吉林省长岭县的湖泊，面积约为13.3平方千米，平均水深约为0.8米。